# Eumelea semirosea
Eumelea semirosea är en fjärilsart som beskrevs av W. Warren 1897. Eumelea semirosea ingår i släktet Eumelea och familjen mätare. Inga underarter finns listade i Catalogue of Life.